# Sonya Smith
Sonya Smith (született Sonya Eleonora Smith Jacquet) (Philadelphia, Pennsylvania, 1972. április 23. –) amerikai színésznő. Főként telenovellákban szerepel.

## Élete és pályafutása
A híres venezuelai színésznő Ileana Jacquet és amerikai férje, Fred Smith lánya. Bár Philadelphiában nőtt fel Sonya mégis a venezuelai kultúrát érzi magáénak. Színészi karrierjében az áttörést az 1990-es évek elején a Estrellita Montenegro című sorozat hozta el, amelyben Cara Sucia-t alakította, a sorozat női főszereplőjét. Ezután nemcsak Venezuelában, hanem számos országban, ahová sorozatai eljutottak, népszerű lett. 2006-ban a Sosem feledlek (Olvidarte Jamás)-ban játszott, amelyet Miami-ban forgattak. Ez volt a második főszerepe a Cara Sucia óta. 2007-ben az Acorralada-ban szintén nagy sikert aratott. 2005-ben Hollywoodban debütált, a Cyxork 7-ben, melyben Angela LaSalle-t alakította és Ray Wise partnereként játszott. 2007-ben egy másik hollywoodi filmben, a Becsületes tolvajok Ladrón que Roba a Ladrón-ban vett részt többek között, Fernando Colunga, Gabriel Soto, Miguel Varoni és Saul Lizaso oldalán. 2007-ben a Telemundo Pecados Ajenos telenovellájában szerepelt, ahol életében először egy antagonista, hisztérikus szerepet - Elena Torres - játszott. 2010-ben a ¿Dónde Está Elisa? című telenovellában játszott főszerepet, amelyben férjével játszott együtt. 2011-ben az Aurora sorozatban kapott szerepet, ahol Ángela Amenabar szerepét játszotta. 2012-ben a Corazón valiente című telenovellában kapta meg élete második antagonista szerepét.

### Magánélete
Peruban megismerkedett Paul Martinnal, majd 2005-ben különváltak az útjaik. 2008. február 29-én hozzáment Gabriel Porrashoz, akivel a Sosem feledlek (Olvidarte Jamas)-ban játszottak együtt. 2013. június 26-án bejelentették, hogy elválnak. Nem sokkal a válás bejelentése után új kapcsolatba kezdett kollégájával Ricardo Chávezel, akivel a Marido en alquilerben játszott együtt. Sonya határozottan tagadja, hogy Ricardo miatt ment tönkre a házassága. 2014-ben szerepet kapott a Tierra de Reyes című sorozatban.

## Filmográfia

### Televíziós szerepek
| Év        | Eredeti Cím              | Magyar Cím       | Szerep                                 | Magyar hang              |
| --------- | ------------------------ | ---------------- | -------------------------------------- | ------------------------ |
| 1985      | Cristal                  |                  | Maggie                                 |                          |
| 1989      | Alondra                  |                  | Vicentina                              |                          |
| 1990      | Gardenia                 |                  | Margarita                              |                          |
| 1991      | El desprecio             |                  | Violeta Velandró                       |                          |
| 1992      | Cara sucia               |                  | Estrella Montenegro Campuzano          |                          |
| 1993      | Rosangélica              | Rosangélica      | Rosangélica                            | Stéfán-Bodor Mária       |
| 1994      | María Celeste            | María Celeste    | María Celeste                          |                          |
| 1996      | Guajira                  |                  | Sonia                                  |                          |
| 1997      | Destino de Mujer         |                  | Mariana                                |                          |
| 1999      | Mariú                    |                  | Coralia Lozada de Gálvez               |                          |
| 2000      | Milagros                 | Milagros         | Milagros Vargas / Chachita Vargas      | Mezei Kitty / Kiss Erika |
| 2006      | Olvidarte Jamás          | Sosem feledlek   | Luisa Domínguez / Victoria Salinas     | Zakariás Éva             |
| 2007      | Acorralada               | Sarokba szorítva | Fedora Garces 'Sirály'                 | Götz Anna                |
| 2007      | Tiempo Final             | Tiempo Final     | Claudia                                |                          |
| 2007–2008 | Pecados Ajenos           | Bűnös szerelem   | Elena Sandoval                         | Bognár Anna              |
| 2009      | Vuélveme a querer        |                  | Liliana Acosta                         |                          |
| 2010      | ¿Dónde Está Elisa?       | Elisa nyomában   | Dana Riggs Altamira                    | Zakariás Éva             |
| 2010–2011 | Aurora                   |                  | Ángela Amenabar                        |                          |
| 2012      | Corazón valiente         | Több mint testőr | Isabel Uriarte de Arroyo               | F. Nagy Erika            |
| 2012      | Secreteando              | Secreteando      | Marisol                                |                          |
| 2012      | Relaciones peligrosas    |                  | Lucrecia                               |                          |
| 2013–2014 | Marido en alquiler       |                  | Griselda Carrasco 'Marido en alquiler' |                          |
| 2014–2015 | Tierra de Reyes          |                  | Cayetana Belmonte del Junco            |                          |
| 2016      | Las Princesas            |                  | Dolores Villanueva                     |                          |
| 2016      | Off Script               |                  | Dolores                                |                          |
| 2017      | Milagros de Navidad      |                  | Soledad                                |                          |
| 2018      | Mi familia perfecta      |                  | Dakota Johnson                         |                          |
| 2018–2021 | Falsa identidad          |                  | Fernanda                               |                          |
| 2021      | Si nos dejan             | Alicia új élete  | Vendég beszélő                         | Kisfalvi Krisztina       |
| 2022      | Repatriated              |                  | April                                  |                          |
| 2023      | 4Ever                    |                  | Paulina                                |                          |
| 2025      | Velvet: El nuevo imperio |                  | Pilar Márquez                          |                          |

### Film
- Cyxork 7: Angela LaSalle (2006)
- Under the Same Moon: Sra. Snyder (2007)
- To Rob a Thief: Veronica Valdez (2007)
- I Didn’t Know Who I Was: Michelle (2008)
- Hunted by Night: Tania (2010)
- Unknows: DA Riley (2012)
- Case Unknown: Claudia Smith (2017)

## Fordítás
- Ez a szócikk részben vagy egészben  a   Sonya Smith című angol Wikipédia-szócikk fordításán alapul.  Az eredeti cikk szerkesztőit annak laptörténete sorolja fel. Ez a jelzés csupán a megfogalmazás eredetét és a szerzői jogokat jelzi, nem szolgál a cikkben szereplő információk forrásmegjelöléseként.